# Ivor Bolton
Pour les articles homonymes, voir Bolton.
Ivor Bolton est un chef d'orchestre et claveciniste britannique né le 17 mai 1958 à Blackrod (en) (Lancashire).

## Biographie
Ivor Bolton naît le 17 mai 1958 à Blackrod dans le Lancashire. 
Il étudie au Clare College (Université de Cambridge) ainsi qu'au Royal College of Music de Londres. Il passe ensuite un an au National Opera Studio (en) de Londres avant de devenir directeur musical du Lufthansa Festival of Baroque Music (en) et de fonder en 1984 les St James's Baroque Players. 
Ivor Bolton mène en parallèle une carrière de claveciniste et de chef d'orchestre, en particulier dans le domaine de la musique baroque et dans le domaine lyrique. 
En 1991 et 1992, il est ainsi directeur musical de l'English National Opera à Londres, puis, entre 1992 et 1997, du Glyndebourne Touring Opera. Entre 1994 et 1996, il dirige également le Scottish Chamber Orchestra, fait ses débuts à Covent Garden en 1997, puis à l'Opéra de Paris en 1997, avec Jules César de Haendel. En 1995, il dirige le St James Singers et le St James Baroque Players pour l’enregistrement de la Missa Assumpta est Maria H.11 et le Te Deum H.146 de Marc-Antoine Charpentier (label Teldec). 
En 2000, Ivor Bolton dirige Iphigénie en Tauride de Gluck au Festival de Salzbourg et fait ses débuts à San Francisco avec Les Noces de Figaro. En 2004, il prend la direction de l'Orchestre du Mozarteum de Salzbourg, poste qu'il occupe jusqu'en 2016,. 
En 2014, il est nommé directeur musical du Teatro Real et de l'Orchestre symphonique de Madrid à compter de la saison 2015, pour une durée de cinq ans,. En 2021, il est renouvelé à ce poste jusqu'en 2025. 
En 2015, Ivor Bolton est nommé chef principal de l'Orchestre symphonique de Bâle, pour un contrat de quatre ans, prolongé en 2018 jusqu'en 2025. 
Comme chef d'orchestre, il est le créateur de plusieurs œuvres, d'Alexander Goehr (Arianna, opéra, 1995), Fazil Say (Symphonie no 3 « Universe », 2012) et Gerhard Wimberger (en) (Quaestio aeterna – Deus, 2003), notamment. 
En 2023, il est nommé commandeur de l'Ordre de l'Empire britannique (CBE).  